# Trichocentrum cepula
Trichocentrum cepula är en orkidéart som först beskrevs av Johann Centurius von Hoffmannsegg, och fick sitt nu gällande namn av Ined. Trichocentrum cepula ingår i släktet Trichocentrum och familjen orkidéer. Inga underarter finns listade i Catalogue of Life.